# Хунху
Хунху (кит. спр. 洪湖市, піньїнь: Hónghú Shì) — місто-повіт в центральнокитайській провінції Хубей, складова міста Цзінчжоу.

## Географія
Хунху — найбільш східна частина префектури, займає більшу частину озера Хун.

### Клімат
Місто знаходиться у зоні, котра характеризується вологим субтропічним кліматом. Найтепліший місяць — липень із середньою температурою 29.4 °C (84.9 °F). Найхолодніший місяць — січень, із середньою температурою 4.9 °С (40.8 °F).
| Клімат Хунху            | Клімат Хунху | Клімат Хунху | Клімат Хунху | Клімат Хунху | Клімат Хунху | Клімат Хунху | Клімат Хунху | Клімат Хунху | Клімат Хунху | Клімат Хунху | Клімат Хунху | Клімат Хунху | Клімат Хунху |
| Показник                | Січ.         | Лют.         | Бер.         | Квіт.        | Трав.        | Черв.        | Лип.         | Серп.        | Вер.         | Жовт.        | Лист.        | Груд.        | Рік          |
| Середня температура, °C | 4,9          | 6,4          | 11           | 17,2         | 22,2         | 26           | 29,4         | 29           | 24,1         | 18,6         | 12,7         | 7            | 17,4         |
| Норма опадів, мм        | 42.7         | 64.1         | 114.2        | 160.4        | 175.6        | 215.3        | 122.1        | 113.6        | 75.1         | 82.5         | 62.9         | 37.9         | 1266.4       |
| Днів з опадами          | 12           | 12,5         | 15,9         | 16,7         | 15,3         | 13           | 10,1         | 9,7          | 10,1         | 12,2         | 12,1         | 10,9         | 150,5        |
| Вологість повітря, %    | 76.7         | 78.2         | 79.9         | 80.5         | 79.2         | 79.7         | 77.7         | 77.3         | 78.3         | 78.7         | 77.7         | 75.4         | 78.3         |
| ----------------------- | ------------ | ------------ | ------------ | ------------ | ------------ | ------------ | ------------ | ------------ | ------------ | ------------ | ------------ | ------------ | ------------ |
| Джерело: Weatherbase    |              |              |              |              |              |              |              |              |              |              |              |              |              |